# Associazione Calcio Savigliano 1940-1941
Questa voce raccoglie le informazioni riguardanti l'Associazione Calcio Savigliano nelle competizioni ufficiali della stagione 1940-1941.

## Rosa
| N. |                   | Ruolo | Calciatore         |
| -- | ----------------- | ----- | ------------------ |
|    | Italia (bandiera) | C     | Alberto Aguzzoli   |
|    | Italia (bandiera) | A     | Giovanni Aimone    |
|    | Italia (bandiera) | P     | Giuseppe Baravalle |
|    | Italia (bandiera) | C     | Antonio Berardo    |
|    | Italia (bandiera) | A     | M. Biga            |
|    | Italia (bandiera) | A     | E. Cassina         |
|    | Italia (bandiera) | C     | Tomaso Caudera     |
|    | Italia (bandiera) | A     | Giuseppe Cortini   |
|    | Italia (bandiera) | D     | Elvio Danieli      |
|    | Italia (bandiera) | C     | Costante Fabbri    |
|    | Italia (bandiera) | C     | Giuseppe Gardino   |
|    | Italia (bandiera) | A     | Piero Genre        |
|    | Italia (bandiera) | A     | G. Gilli           |
|    | Italia (bandiera) | D     | Giovanni Giordano  |

| N. |                   | Ruolo | Calciatore           |
| -- | ----------------- | ----- | -------------------- |
|    | Italia (bandiera) | C     | Giuseppe Lanzetti    |
|    | Italia (bandiera) | C     | Antonio Macario      |
|    | Italia (bandiera) | A     | Piero Mandrini       |
|    | Italia (bandiera) | A     | Ottavio Morino       |
|    | Italia (bandiera) | C     | Alfredo Premi        |
|    | Italia (bandiera) | D     | Danilo Ranieri       |
|    | Italia (bandiera) | P     | Carlo Riposio        |
|    | Italia (bandiera) | A     | Giuseppe Rosso       |
|    | Italia (bandiera) | D     | Duilio Santagostino  |
|    | Italia (bandiera) | D     | Filiberto Scano      |
|    | Italia (bandiera) | C     | Filippo Soldati      |
|    | Italia (bandiera) | D     | Alfredo Spadavecchia |
|    | Italia (bandiera) | A     | Mario Stecchi        |
|    | Italia (bandiera) | P     | Domenico Tamagno     |